# Campeonato Mundial de Esgrima de 1998
El LX Campeonato Mundial de Esgrima se celebró en La Chaux-de-Fonds (Suiza) entre el 4 y el 11 de octubre de 1998 bajo la organización de la Federación Internacional de Esgrima (FIE) y la Federación Suiza de Esgrima.

## Medallistas

### Masculino
| Evento              | Oro                                                                               | Plata                                                                     | Bronce                                                                             |
| ------------------- | --------------------------------------------------------------------------------- | ------------------------------------------------------------------------- | ---------------------------------------------------------------------------------- |
| Florete individual  | Serhi Holubytsky · Ucrania                                                        | Elvis Gregory · Cuba                                                      | Piotr Kiełpikowski · Polonia · Salvatore Sanzo · Italia                            |
| Florete por equipos | Piotr Kiełpikowski · Sławomir Mocek · Adam Krzesiński · Ryszard Sobczak · Polonia | Jean-Noël Ferrari Patrice Lhôtellier Laurent Bel Lionel Plumenail Francia | Kim Young-Ho You Bong-Hyung Chung Kwang-Suk Kim Seung-Pyo Corea del Sur            |
| Espada individual   | Hugues Obry Francia                                                               | Péter Vánky · Suecia                                                      | Attila Fekete · Hungría · Carlos Pedroso · Cuba                                    |
| Espada por equipos  | Attila Fekete · Géza Imre · Krisztián Kulcsár · Iván Kovács · Hungría             | Hugues Obry Frantz Philippe Rémy Delhomme Éric Srecki Francia             | Pavel Kolobkov · Valeri Zajarevich · Andrei Kolotilin · Alexandr Yeletskij · Rusia |
| Sable individual    | Luigi Tarantino · Italia                                                          | Raffaello Caserta · Italia                                                | Serguei Sharikov · Rusia · Fernando Medina Martínez · España                       |
| Sable por equipos   | Domonkos Ferjancsik · György Boros · Zsolt Nemcsik · József Navarrete · Hungría   | Damien Touya Jean-Philippe Daurelle Mathieu Gourdain Gaël Touya Francia   | Norbert Jaskot · Marcin Sobala · Rafał Sznajder · Dariusz Gilman · Polonia         |

### Femenino
| Evento              | Oro                                                                                     | Plata                                                                                                | Bronce                                                                               |
| ------------------- | --------------------------------------------------------------------------------------- | --- | ------------------------------------------------------------------------------------ |
| Florete individual  | Sabine Bau · Alemania                                                                   | Svetlana Boiko · Rusia                                                                               | Giovanna Trillini · Italia · Valentina Vezzali · Italia                              |
| Florete por equipos | Valentina Vezzali · Giovanna Trillini · Annamaria Giacometti · Diana Bianchedi · Italia | Reka Lazăr-Szabo · Roxana Scarlat · Laura Badea · Claudia Vanță · Rumania                            | Barbara Wolnicka · Sylwia Gruchała · Anna Rybicka · Magdalena Mroczkiewicz · Polonia |
| Espada individual   | Laura Flessel Francia                                                                   | Denise Holzkamp · Alemania                                                                           | Gyöngyi Szalay · Hungría · Hajnalka Tóth · Hungría                                   |
| Espada por equipos  | Laura Flessel Valérie Barlois-Leroux Sophie Moressée-Pichot Sangita Tripathi Francia    | Tamara Esteri Almeida · Mirayda García Soto · Zuleidis Ortiz Fuente · Milagros Palma González · Cuba | Yeva Vybornova · Viktoriya Titova · Ala Myroniuk · Anna Harina · Ucrania             |

## Medallero
| Núm. | País          | Oro | Plata | Bronce | Total |
| ---- | ------------- | --- | ----- | ------ | ----- |
| 1    | Francia       | 3   | 3     | 0      | 6     |
| 2    | Italia        | 2   | 1     | 3      | 6     |
| 3    | Hungría       | 2   | 0     | 3      | 5     |
| 4    | Alemania      | 1   | 1     | 0      | 2     |
| 5    | Polonia       | 1   | 0     | 3      | 4     |
| 6    | Ucrania       | 1   | 0     | 1      | 2     |
| 7    | Cuba          | 0   | 2     | 1      | 3     |
| 8    | Rusia         | 0   | 1     | 2      | 3     |
| 9    | Rumania       | 0   | 1     | 0      | 1     |
| 9    | Suecia        | 0   | 1     | 0      | 1     |
| 11   | Corea del Sur | 0   | 0     | 1      | 1     |
| 11   | España        | 0   | 0     | 1      | 1     |
|      | TOTAL         | 10  | 10    | 15     | 35    |